# Psectraxylia boursini
Psectraxylia boursini là một loài bướm đêm trong họ Noctuidae.